# Neuharlingersiel
Neuharlingersiel è un comune di 1.128 abitanti della Bassa Sassonia, in Germania.
Appartiene al circondario (Landkreis) di Wittmund (targa WTM) ed è parte della comunità amministrativa (Samtgemeinde) di Esens.

## Cultura

### Media
A Neuharlingersiel è ambientata la serie televisiva della ZDF con protagonista Axel Milberg Doktor Martin (2007-2009), ispirata alla serie britannica Doc Martin